# Дело об опеке
«Дело об опеке», Лишение прав (фр. L'Interdiction) — повесть французского писателя Оноре де Бальзака, написанная в 1836 году и впоследствии вошедшая в собрание сочинений «Человеческая комедия». Впервые был опубликована в 1836 году в газете «Парижская хроника».

## Сюжет
1828 год. В Париже друзья Орас Бьяншон и Эжен де Растиньяк во время ночной прогулки обсуждают 33-летнюю маркизу д’Эспар, урождённую Бламон-Шоври, ради которой последний готовится бросить баронессу де Нусинген из-за её знатности, красоты и 100 тыс. ливров ежегодного дохода. Однако Бьяншон предупреждает друга о её бесчувственности, лицемерии, эгоизме и имеющихся долгах. Также он упоминает о её попытках через него повлиять на его дядю Жан-Жюля Попино, играющего ведущую роль в грядущем судебном процессе об опеке над её 50-летним мужем. Растиньяк остаётся на своём и друзья расстаются, Бьяншон решает выполнить просьбу маркизы, не нарушив собственную совесть.
На следующее утро Орас отправляется к своему дяде — следователю суда первой инстанции Сенского департамента, до этого бывшим членом верховного имперского суда, запасным и рядовым судьёй, а также членом благотворительного комитета и человеколюбивого общества. В своём доме на улице Фуар в тайне ото всех Попино оказывает помощь обездоленным, вдовам и сиротам, на что уходит большая часть его доходов. За свою жизнь он прославился добротой, честностью и отсутствием честолюбия, а в своих судебных решениях учитывал букву закона и обстоятельства самого дела, в котором всегда предпочитал полностью разобраться. Бьяншон приглашает дядю на обед к маркизе, но тот не хочет нарушать судебный устав и вместе с племянником решает изучить её ходатайство. В документе маркиз д’Эспар обвиняется в безумии и невменяемости на основании следующих его поступков:
- доходы с его земель без каких-либо причин и объяснений переводятся госпоже Жанрено и её сыну — члену императорской гвардии, которому маркиз выхлопотал должность эскадронного командира первого кирасирского полка королевской гвардии и устроил брак с дочерью банкира Монжено после предоставления жениху королём Карлом X титула барона. C 1814 по 1828 год на живших до этого в нищете мать и сына Жанрено был истрачен миллион франков, поверенный Бламон-Шоври Дерош намекает на обольщение маркиза госпожой Жанрено.
- С 1815 года маркиз со своими сыновьями — 16-летним графом Клеманом д’Эспар и виконтом Камиллом д’Эспар переехал на улицу Монтань-Сент-Женевьев в дом, где живёт в скудных условиях (упоминается проведённая судебным исполнителем опись имущества).
- Уже десять лет он одержим историей Китая, обычаями и нравами этой страны, из-за чего начинает путаться в нынешних событиях. Также он занимается изданием журнала «Живописная история Китая», который является глубоко убыточным.
- Дети вынуждены обучаться согласно воле отца, с матерью им разрешается видеться лишь раз в году.

Под уговоры племянника Попино соглашается посетить маркизу вместе с ним вечером следующего дня, тем самым не нарушая устава. В её особняке они встречают Растиньяка и шевалье д’Эспар, являющегося братом маркиза. Бламон-Шоври рассказывает следователю, что в 1816 году её муж предложил ей переселиться в поместье рядом с Бриансоном, а после отказа и упрёков с его стороны уехал с детьми, оставив ей свой особняк и ежегодные доходы в 26 тыс. ливров. Маркиза обвиняет госпожу Жанрено в затуманивании разума её супруга, который до встречи с ней отличался честолюбием и имел все шансы добиться высокого положения и почётных должностей. Попино удаётся разговорить дворянку, которая в итоге оценивает собственные ежегодные расходы в 60 тыс. франков (как у разоривших её мужа Жанрено) и признаётся в отсутствии какой-либо доверенности от мужа на управление его владениями и посещении её сыновьями дважды в год (на новый год и её день рождения). Следователь говорит ей, что из вышесказанного раскрывается истинная причина подачи ходатайства — желание покрыть накопившиеся долги, после чего она называет их сумму (50 тыс. франков) и имя будущего опекуна (шевалье д’Эспар). В конце беседы она в недовольстве обвиняет Попино в сомнениях в её адрес и советует допросить самого маркиза д’Эспар. На обратном пути Жан-Жюль говорит Бьяншону, что реальные долги Бламон-Шоври, являющейся орудием в руках брата маркиза, составляют 100 тыс. франков.
На следующий день к Попино приходит госпожа Жанрено, имеющей отталкивающий внешний вид из-за пережитой астмы и оспы. Сам маркиз запретил ей рассказывать кому-либо о причинах его щедрости к её семье, но узнав о грядущем процессе она готова вернуть всё потраченное на них этим праведником. Следователь верит в её честность и решает на следующий день допросить маркиза, но из-за простуды откладывает свой визит на один день.
Далее автором описывается новое место жительства маркиза и его сыновей на улице Монтань-Сент-Женевьев. Дворянин вместе со своими слугами ведёт замкнутый образ жизни, чем настроил против себя других жильцов. Благодаря забывчивости д’Эспара они организовали опись имущества из-за неуплаты им помесячной квартирной платы, новость о которой была затем распространена по его деловым партнёрам. Попино приходит в квартиру д’Эспаров и начинает разговор с маркизом, согласно которому:
- после свадьбы с Бламон-Шеври та быстро наделала долгов и принудила взять заём, после чего маркизу пришлось самостоятельно заняться финансовыми делами семьи.
- в ходе изучения земельных документов родоначального дома Негреплисов и старых писем маркиз узнал о позорном эпизоде из истории своих предков: после отмены Нантского эдикта его дед как фаворит получил в дар от Людовика XIV отнятые у протестантской семьи владение Негреплис, а бывший владелец Жанрено был казнён благодаря афере маркиза и местного губернатора. Нынешнему маркизу удалось найти в Швейцарии единственных наследников убитого протестанта, и ради восстановления чести семьи он решает выплатить им стоимость утраченных земель. Жанрено соглашаются, но в расчётах требуют использовать более низкую цену земель во время их передачи д’Эспарам от Людовика XIV, равняющуюся 1,1 млн франков. Данная сумма была недавно окончательно выплачена.
- Бламон-Шеври отказалась от предложения мужа уехать в провинцию и вести выплаты семейству Жанрено, посчитав своего мужа сумасшедшим. Увидев её истинные моральные качества, он уплачивает долги и расстаётся с ней, забрав с собой детей.
- квартира семейства оказывается вполне приличной, а издание «Живописной истории Китая» является прибыльным делом и ведётся в партнёрстве с опытным издателем. Молодые братья д’Эспары войдут в высший свет и возобновят общение с матерью, которая сама их избегает как свидетельство своего истинного возраста, а также добьются политической карьеры честным способом после окончания образования и изучения мира.

В квартиру д’Эспаров приходит госпожа Жанрено с целью предупредить их о грядущем судебном процессе. Однако Попино успокаивает её и объясняет, что поступки маркиза не позволяют ввести над ним опеку. Перед уходом он советует д’Эспару вернуться к прежней жизни и вывести Бламон-Шеври из под чужого влияния.
На следующий день Попино приходит во Дворец правосудия к председателю суда с составленным заключением по этому делу. Но тот узнал от хранителя печати, что Попино при посещении маркизы д’Эспар пил у неё чай, и, ради соблюдения судебной дисциплины, председатель просит его подать прошение о собственном отводе в обмен на получение давно заслуженного креста Почётного легиона. Преемником следователя становится недавно переведённый из провинции Камюзо, в котором Попино сразу увидел нечистополотность и честолюбие.

## Создание
Повесть «Дело об опеке» печаталась в газете «Парижская хроника» с 31 января по 18 февраля 1836 года, в этом же году вышла в томе «Философских этюдов». В 1839 году была переиздана во втором томе «Сцен парижской жизни», оставаясь там и в издании 1844 года. В следующих изданиях «Человеческой комедии» по воле автора вошла в «Сцены частной жизни».

## Связь с другими произведениями
Орас Бьяншон, Эжен де Растиньяк и маркиза д’Эспар появляются во многих произведениях «Человеческой комедии», первые двое персонажей являются главными героями «Обедни безбожника» и «Отца Горио». Камюзо является героем произведений «Музей древности», «Блеск и нищета куртизанок», «Кузен Понс» и др. О судьбе судебного процесса по делу маркиза д’Эспар рассказано в «Блеске и нищете куртизанок».

## Экранизации
- Телефильм «Дело об опеке», режиссёра Жана-Даниэля Верхака (1993 г.)

## В России
Издавался на русском:
- Опека. Пер. М. С. Коноплевой.-- В кн.: Бальзак О. Собр. соч. В 20-ти т. Т. 15. СПб., 1898, с. 248—307.
- Дело об опеке. Пер. К. Г. Локса.-- В кн.: Бальзак О. Собр. соч. Под общ. ред. А. В. Луначарского и Е. Ф. Корша. T. 1. М.-Л., 1933, с. 225—290.
- Дело об опеке. Пер. К. Г. Локса. [Ред. Д. Гачев].-- В кн.: Бальзак О. де. Новеллы. М., 1935, с. 239—338.
- Дело об опеке. Пер. М. Казас.-- В кн.: Бальзак О. де. Избранные произведения. М., 1949, с. 222—253; то же. 1950; Дело об опеке. Пер. М. Казас.-- В кн.: Бальзак О. Собр. соч. В 15-ти т. Т. 3. Человеческая комедия. Сцены частной жизни. [Пер. под ред. В. Дынник]. М., 1952, с. 583—653.
- Дело об опеке. Пер. М. Казас. [Под ред. О. Лозовецкого].-- В кн.: Бальзак О. де. Повести и рассказы. В 2-х т. Т. 2. М., 1959, с. 3—73.
- Дело об опеке. Пер. М. Казас.-- В кн.: Бальзак О. Собр. соч. В 24-х т. Т. 3. Человеческая комедия. Этюды о нравах. Сцены частной жизни. [Ред. И. А. Лилеева]. М., 1960, с. 225—297.